# Dynasty Warriors 2
Dynasty Warriors 2 (真・三國無双 (Chân Tam Quốc vô song) Shin Sangokumusou) là một phần tiếp theo của tựa game đối kháng Dynasty Warriors trên hệ máy PlayStation. Phiên bản này là phần thứ hai trong dòng game Dynasty Warriors, nhưng là phần đầu tiên trong dòng game Shin Sangokumusō. Trò chơi đã được phát hành ở các nước khác như Dynasty Warriors 2, dẫn đến sự khác biệt trong số tựa đề. Tại thị trường Bắc Mỹ, Dynasty Warriors 2 được phát hành như là một tựa game khởi động cho hệ máy PlayStation 2.

## Lối chơi
Kể từ phiên bản này trở đi, người chơi chọn một nhân vật điều khiển được nói chung và trải qua một số màn chơi đại diện cho những cuộc xung đột đặc biệt trong thời kỳ Tam Quốc, cuối cùng hạ gục cả hai nước khác và trở thành nhà lãnh đạo một nước Trung Quốc thống nhất. Tuy nhiên phiên bản này không phải là một tựa game đối kháng một đấu một nữa giống như bản Dynasty Warriors đầu tiên, mà là dưới dạng chiến đấu kiểu hack and slash beat 'em up trong môi trường đồ họa 3D toàn diện, tương tự như thể loại trong trò Fighting Force. Không giống như các tựa game trước đó cùng thể loại beat 'em up, Dynasty Warriors 2 cho phép người chơi tự do đi lang thang đến bất kỳ điểm nào trong giới hạn của màn chơi hiện tại.
Phiên bản này lần đầu tiên giới thiệu chế độ chơi Free Mode và Musou Mode cho dòng game. Free Mode cho phép người chơi có thể chơi lại bất kỳ nhiệm vụ nào mà họ đã hoàn thành trong phần Musou Mode. Mục chơi Musou Mode là phần câu chuyện chính của nhân vật mà người chơi sẽ tham gia chiến đấu một trong ba nước cho đến khi thống nhất Trung Quốc. Tuy nhiên, do quy mô nhỏ của trò chơi vào thời điểm đó nên có nhiều trận đánh quan trọng đã không được đưa vào trong game. Điều này đã được sửa lại trong Dynasty Warriors 3, như bổ sung thêm nhiều trận chiến không có trong phần hai.

### Nhân vật
* Để chỉ những nhân vật mới của dòng game (Tổng cộng có 28 nhân vật)
| Thục (Shu)                  | Ngụy (Wei)                  | Ngô (Wu)                           | Khác (Other)               |
| --------------------------- | --------------------------- | ---------------------------------- | -------------------------- |
| Quan Vũ (Guan Yu)           | Tào Tháo (Cao Cao)          | Cam Ninh* (Gan Ning*)              | Điêu Thuyền (Diao Chan)    |
| Hoàng Trung* (Huang Zhong*) | Điển Vi (Dian Wei)          | Lã Mông* (Lu Meng*)                | Đổng Trác* (Dong Zhuo*)    |
| Khương Duy* (Jiang Wei*)    | Tư Mã Ý* (Sima Yi*)         | Lục Tốn (Lu Xun)                   | Lã Bố (Lu Bu)              |
| Lưu Bị* (Liu Bei*)          | Hạ Hầu Đôn (Xiahou Dun)     | Tôn Kiên* (Sun Jian*)              | Viên Thiệu* (Yuan Shao*)   |
| Mã Siêu* (Ma Chao*)         | Hạ Hầu Uyên* (Xiahou Yuan*) | Tôn Quyền* (Sun Quan*)             | Trương Giác* (Zhang Jiao*) |
| Trương Phi (Zhang Fei)      | Hứa Chử (Xu Zhu)            | Tôn Thượng Hương (Sun Shang Xiang) |                            |
| Triệu Vân (Zhao Yun)        | Trương Liêu* (Zhang Liao*)  | Thái Sử Từ (Taishi Ci)             |                            |
| Gia Cát Lượng (Zhuge Liang) |                             | Chu Du (Zhou Yu)                   |                            |

### Màn chơi
Nhiều màn chơi trong game đều dựa theo các trận đánh nổi bật có thật trong lịch sử hoặc lấy từ trong cuốn tiểu thuyết Tam Quốc diễn nghĩa, trong khi những sáng tạo nguyên gốc đã trở thành phổ biến hơn với phiên bản mới. Dưới đây là danh sách các màn trong Dynasty Warriors 2. (Có tất cả tám màn chơi) 
| Năm | Màn                                                |
| --- | -------------------------------------------------- |
| 184 | Khởi nghĩa Khăn Vàng (Yellow Turban Rebellion)     |
| 191 | Trận Hổ Lao Quan (Battle of Hu Lao Gate)           |
| 200 | Trận Quan Độ (Battle of Guan Du)                   |
| 208 | Trận Trường Bản (Battle of Chang Ban)              |
| 208 | Trận Xích Bích (Battle of Chi Bi)                  |
| 215 | Trận Hợp Phì (Battle of He Fei)                    |
| 222 | Trận Di Lăng (Battle of Yi Ling)                   |
| 234 | Trận Ngũ Trượng Nguyên (Battle of Wu Zhang Plains) |

## Đón nhận
Trò chơi đã được đáp ứng với đón nhận từ tích cực đến trung bình khi vừa phát hành, như GameRankings đã chấm cho game với số điểm 71.88%, trong khi Metacritic cho số điểm 75/100. Famitsu thì lại cho số điểm 31/40.